# بهار أعظم جاهي
بهار أعظم جاهي هو سجل حج فارسي، وهو عبارة عن تجميع لقطع مختلفة من المعلومات بقلم غلام عبد القادر نذير. وقد عيّن أعظم جاه الكارناتيكي المؤلف لتسجيل الأحداث أثناء رحلة الحج إلى ناغور دارجا [الإنجليزية] من مدراس والعودة عبر تريشينوبولي وأركوت [الإنجليزية]. تمت رحلة الحج في عام 1823، وكان عمل المؤلف هو توثيق كل ما صادفه أثناء رحلاتهم، مثل أسماء القرى، ومقابر الأولياء، والمساجد، والمباني، والمحلات التجارية، والجداول، والأنهار، والخزانات، والينابيع، والحدائق، وحتى المسافة المقطوعة كل يوم.

## الترجمات
تُرجم الكتاب إلى الإنجليزية في عام 1950 من السيد محمد حسين نينار الذي حصل على درجة الماجستير والبكالوريوس والدكتوراه، ثم أصبح أستاذ ورئيس قسم اللغة الأردية والعربية والفارسية في جامعة مدراس. طبع ن. رمترنام الكتاب في مطبعة مجلة مدراس للحقوق في مدراس.

## نبذة عن نواب
كان غلام عبد القادر نذير برفقة أعظم جاه الكارناتيكي الذي كان الابن الأكبر لعظيم الدولة. أصبح ثاني نواب كارناتيك في عام 1820، بعد وفاة والده، نواب عظيم الدولة.[بحاجة لمصدر]

## طالع أيضًا
- أعظم جاه الكارناتيكي